# Reichshof

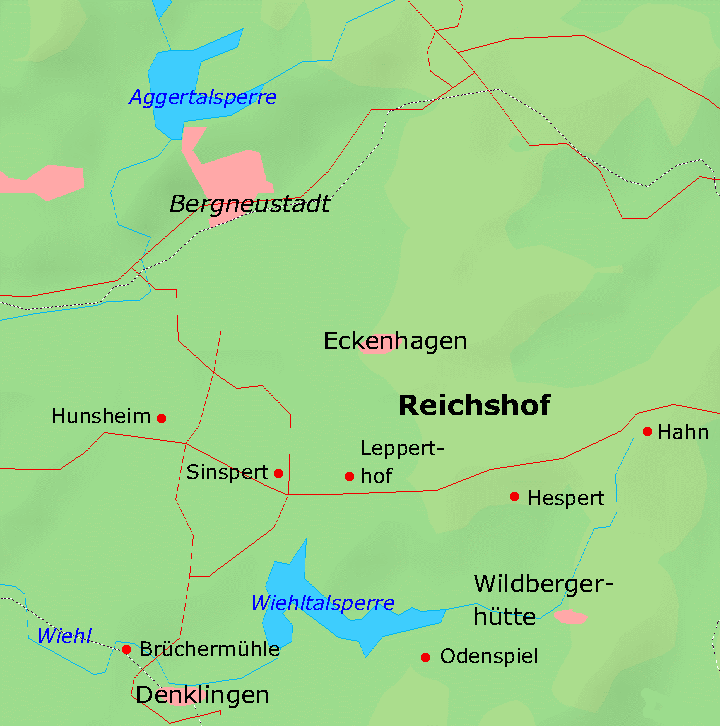
Lage von Reichshof im Oberbergischen Kreis

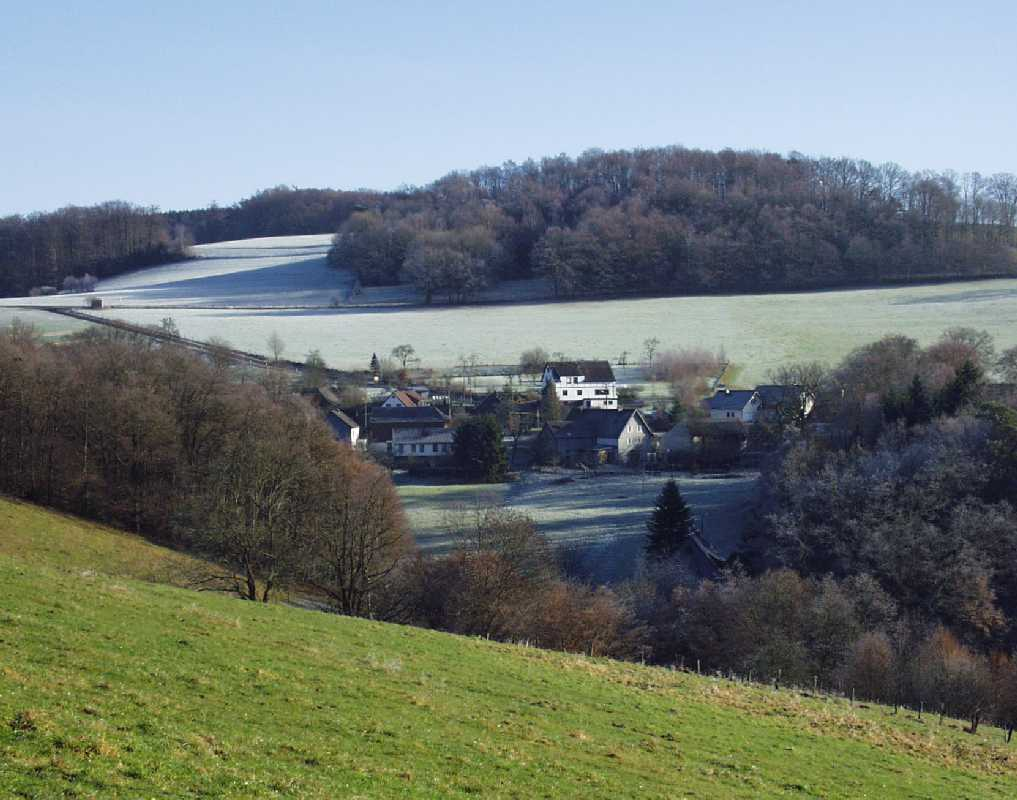
Heikausen im Osten von Reichshof

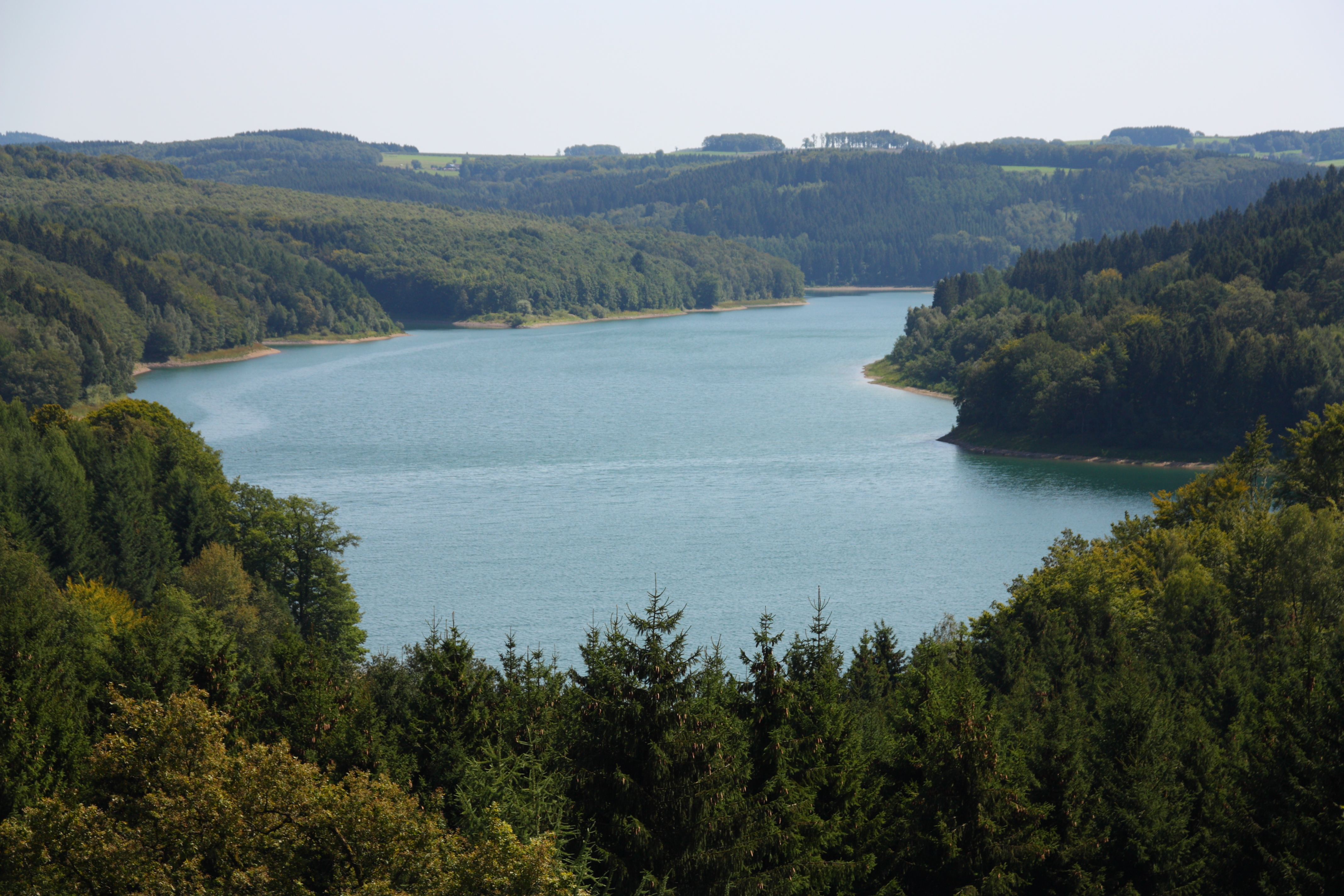
Wiehltalsperre

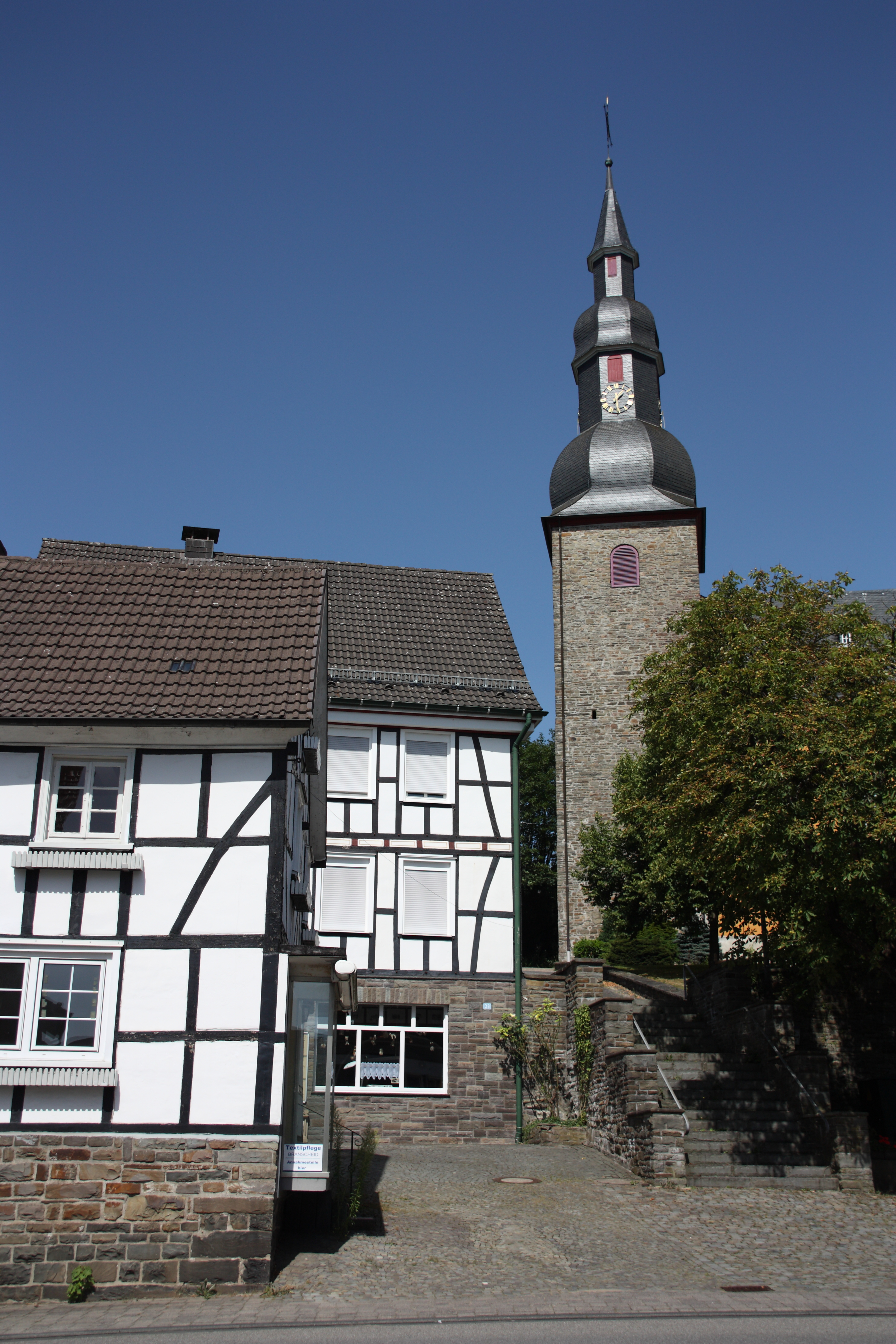
Eckenhagen

Reichshof ist eine Gemeinde im Oberbergischen Kreis in Nordrhein-Westfalen. Die Gemeindeverwaltung befindet sich in der Ortschaft Denklingen. Die Ortschaft Eckenhagen besitzt seit 1991 den Status eines heilklimatischen Kurortes.
Als Folge der kommunalen Neuordnung 1969 wurden die bisher selbständigen Gemeinden Denklingen und Eckenhagen zur Gemeinde Reichshof zusammengefasst.

## Geographie

### Lage
Reichshof liegt im Südosten des Oberbergischen Landes an dessen Grenze zum Sauerland und zum Wildenburger Land in Rheinland-Pfalz. Das Gemeindegebiet liegt auf einer mittleren Höhe von 370 m ü. NN. Die Höchste Erhebung ist die Silberkuhle mit 514 m ü. NN. Nächstgelegene Großstädte sind Siegen (25 km SO), Bergisch Gladbach (38 km W), Remscheid (40 km NW), Bonn (45 km SW), Solingen (47 km NW), Leverkusen (47 km NW) und Köln (48 km W).

### Nachbargemeinden
Reichshof grenzt im Nordwesten an die oberbergische Kreisstadt Gummersbach. Es folgen im Uhrzeigersinn Bergneustadt (Oberbergischer Kreis), Drolshagen, Wenden (beide Kreis Olpe), Friesenhagen (Landkreis Altenkirchen (Westerwald), Rheinland-Pfalz), Morsbach, Waldbröl, Nümbrecht und Wiehl (alle Oberbergischer Kreis).
| Gummersbach         | Bergneustadt | Drolshagen         |
| Wiehl               |              | Wenden (Sauerland) |
| Waldbröl, Nümbrecht | Morsbach     | Friesenhagen       |

### Gliederung des Gemeindegebiets
Die Gemeinde Reichshof besteht heute aus folgenden 106 Ortschaften:
Aggermühle, Allenbach, Allinghausen, Alpe, Berghausen, Bieshausen, Blankenbach, Blasseifen, Blockhaus, Borner, Branscheid, Breidenbach, Brüchermühle, Buchen, Burgmühle, Denklingen, Dorn, Dreschhausen, Dreslingen, Drespe, Eckenhagen, Eiershagen, Eichholz (Denklingen), Eichholz (Eckenhagen), Erdingen, Ersbach, Fahrenberg, Feld, Feldermühle, Freckhausen, Grünschlade, Grunewald, Hähnen (Denklingen), Hähnen (Eckenhagen), Hahn, Hahnbuche, Hahnenseifen, Halsterbach, Hamig, Hardt, Hasbach, Hasenbach, Hassel, Hecke, Heidberg, Heide, Heienbach, Heikausen, Heischeid, Heseln, Hespert, Hundhausen, Hunsheim, Kalbertal, Kamp, Komp (Denklingen), Komp (Eckenhagen), Konradshof, Leienschlade, Lepperhof, Löffelsterz, Lüsberg, Meiswinkel, Mennkausen, Mittelagger, Mühlenschlade, Müllerheide, Nebelseifen, Nespen, Neumühle, Niedersteimel, Nosbach, Oberagger, Obersteimel, Oberwehnrath, Odenspiel, Ösingen, Ohlhagen, Pettseifen, Pochwerk (Reichshof), Rabenschlade, Schalenbach, Schemmerhausen, Schmittseifen, Schneppenberg, Schneppenhurth, Schönenbach, Singelbert, Sinspert, Sotterbach, Stein (Reichshof), Sterzenbach, Tillkausen, Ulbert, Volkenrath, Wald (Reichshof), Wehnrath, Welpe (Reichshof), Wiedenhof, Wiehl, Wildberg, Wildbergerhütte, Windfus, Wolfkammer, Wolfseifen, Zimmerseifen. Die Ortschaft Nothausen hat seit spätestens 2008 keine Einwohner mehr.

### Gewässer
In Reichshof entspringt der Fluss Wiehl, der auf dem Gemeindegebiet zur Wiehltalsperre aufgestaut wird. Zudem fließt der Asbach, von Süden kommend, durch Denklingen und mündet in Brüchermühle in die Wiehl.

## Geschichte
Erst seit dem 12. Jahrhundert stehen historische Quellen zur Verfügung. Eckenhagen war offensichtlich Reichsbesitz. Die Reichshöfe, früher Königshöfe genannt, sind hauptsächlich eine Schöpfung Karls des Großen. Man nimmt an, dass die Gründung des Königshofes Eckenhagen zu dieser Zeit erfolgte. Mit Urkunden zu belegen ist es aber nicht.
Zumindest die Existenz eines Königshofes für das Oberbergische ist schriftlich dokumentiert. Die älteste Urkunde stammt vom 1. August 1167. Zur Belohnung für seine Tapferkeit beim Sieg des kölnischen Heeres gegen die Römer schenkte Kaiser Friedrich I. (Barbarossa) dem Erzbischof Rainald von Köln den Reichshof Eckenhagen. „Ferner gewähren und schenken wir ihm und seinen Nachfolgern für alle Zeiten unsren ganzen Hof zu Eckenhagen samt seinen Leuten, Besitzungen, Silbergruben und allen anderen Gerechtsamen und allem Zubehör des Hofes.“
Seit der Kommunalreform von 1969 – die Gemeinden Denklingen und Eckenhagen wurden am 1. Juli 1969 zusammengelegt – lebt die Erinnerung an die frühere Zugehörigkeit zum Reichs- bzw. Königsgut im neuen Gemeindenamen Reichshof fort.

### Ehemalige Gemeinden
König Friedrich Wilhelm III. von Preußen ergriff durch Patent vom 5. April 1815 auf der Grundlage des Beschlusses der Wiener Konferenz vom Großherzogtum Berg Besitz. Zunächst suchte man alle französischen Bezeichnungen für die Verwaltungskörperschaften und Bezirke zu beseitigen. So wurden Departements zu Regierungsbezirken, Arrondissements zu Kreisen, Munizipalräte zu Gemeinde- oder Stadträten und der Maire wurde durch den Bürgermeister ersetzt. Im Kanton Waldbröl des Arrondissements Siegen im Département Sieg wurden dabei unter anderem die beiden Mairien Denklingen und Eckenhagen eingerichtet.
Die beiden Bürgermeistereien Eckenhagen und Denklingen wurden zunächst in Personalunion geführt. Seit dem 11. Juli 1811 lag die Leitung in den Händen des Bürgermeisters (Maire) Chr. Mittelacher mit dem Sitz in Hüngringhausen, später in Denklingen – im alten Renteigebäude. Sein Vorgänger war Gottlich Braun. Das älteste Schriftstück des Eckenhagener Bürgermeisteramtes vom 21. Dezember 1809 ist eine an ihn gerichtete Verfügung des Freiherrn von Preuschen in Dillenburg, Kreis Siegen, durch den Justizrat Böttger. Die beiden Bürgermeistereien Denklingen und Eckenhagen kamen 1816 zum neuen Kreis Waldbröl.
Die gemeinsame Verwaltung der beiden Bürgermeistereien dauerte bis zum 13. August 1830. Dann erfolgte die Trennung. Bürgermeister von Denklingen wurde Chr. Mittelacher, der das Amt bis zum 31. Juli 1856 ausübte. Ab 1. Mai 1899 gab es erneut eine gemeinsame Verwaltung der beiden Bürgermeistereien, jedoch mit getrenntem Gemeindehaushalt. Diese Union wurde am 31. März 1907 endgültig beendet.

#### Eckenhagen
Eckenhagen wurde, wie oben erwähnt, erstmals genannt in der im Düsseldorfer Hauptstaatsarchiv aufbewahrten Urkunde über die im Jahre 1167 dem Kölner Erzbischof übertragene „Curtis von Eckenhain“ (Curtis: großer Wirtschaftshof (Fronhof, Salhof) im frühen Mittelalter) mit den Silbergruben und weiterem Zubehör.
In den nach dem Tode Barbarossas ausbrechenden Kämpfen zwischen der staufischen und der welfischen Linie wanderte Eckenhagen wie ein Spielball in die Hände des jeweiligen Günstlings. Erst in der Zeit des Kölner Erzbischofes Konrad von Hochstaden (1238–1261) wird Eckenhagen vermutlich durch Kauf an Sayn abgetreten.
In einem Vertrag vom 27. Mai 1257, in dem Zwistigkeiten zwischen Johann von Sponheim und dessen Sohn Gottfried von Sayn auf der einen und ihrem Verwandten Adolf von Berg auf der anderen Seite beigelegt wurden, übertrug Sayn die Gerichtsbarkeit von Eckenhagen an Berg. Somit ging Eckenhagen in die bergische Verwaltung über, der Besitz (Eigentum) der beiden späteren Bürgermeistereien Eckenhagen und Denklingen jedoch erst im Siegburger Vertrag 1604.
In dem Vertrag von 1257 wurde die Landeshoheit übertragen und es entstand „Das Eigen von Eckenhagen“, ein vollständig freies Eigentum im Gegensatz zum Lehen. Diese Bezeichnung wählte man insbesondere, wenn der Bereich vollständig durch fremde umliegende Gebiete als geschlossenes Ganzes gekennzeichnet war. Im Eckenhagener Weistum heißt es dazu: „So sitzen wir allhie tüschen vier oder fünf Herren Landen.“
Ausbau und Abrundung der Grafschaft Berg gingen mit der Bildung der Verwaltungsbezirke, der Ämter, einher. Das politische Gefüge erhielt festere Formen, als 1260 Windeck Vogtei wurde. Um 1350 schließlich entwickelte es sich zum Amt.
Im Jahre 1575 kam es durch Zeugenverhöre und Grenzbegehungen zu einer Festlegung der Grenze zwischen Homburg und Berg. Diesem Umstand verdankt die im selben Jahr gefertigte Mercatorkarte vom Amt Windeck, zu dem das Eigen von Eckenhagen seit 1257 gehörte, ihre Entstehung.
Am 12. Juni 1604 schließlich wurde der Siegburger Vertrag geschlossen, um die Grenzstreitigkeiten zwischen den Nachbarn zu beenden, am 19. November des Jahres steckte man die Grenzen endgültig ab.
Am 15. März 1806 wurde aus dem Herzogtum Berg unter Einbeziehung weiterer Gebiete das Großherzogtum Berg geschaffen. Die alte Amtsverfassung wurde beseitigt, neue Verwaltungsbezirke (Arrondissements) traten an ihre Stelle. Diese wurden in Mairien (Bürgermeistereien) aufgeteilt. Die napoleonische Regierung griff überall ordnend ein, schaffte insbesondere die Leibeigenschaft ab. Die Leibeigenen erhielten alle bürgerlichen Rechte und das Ackerland als volles Eigentum (Code Napoleon vom 1. Januar 1810, gültig bis 1900). Diesen Rechten standen allerdings Anordnungen gegenüber, die mancherlei Erschwernisse, Schikanen und finanzielle Lasten mit sich brachten.
Eckenhagen brachte am 1. Juli 1969 bei der Auflösung der Gemeinde eine Fläche von 68,15 km² mit 8106 Einwohnern in die neue Gemeinde Reichshof mit ein.

#### Denklingen
1404 erstmals urkundlich erwähnt: „Bei einer Sühne zwischen dem Herzog v. Berg und dem Grafen v. Sayn wird der Bau zu Dencklyngen genannt.“
Ursprünglich scheint Denklingen alter saynscher Gerichtssitz gewesen zu sein. Es gab bereits im 14. Jahrhundert in Denklingen ein Schloss, das die Grafen von Berg im Besitz hatten. In der Sühne vom 9. Juli 1404 zwischen Jungherzog Adolf von Berg und Johann von Loon, Herrn von Heinsberg und Löwenburg sowie Junggraf Gerhard von Sayn, Herrn zu Freusburg und Homburg (worin auch Herzog Wilhelm von Berg, Graf Johann von Sayn und der Herzog von Burgund eingeschlossen sein sollen) findet ein Vergleich wegen des von ihnen gemeinsam in Denklingen errichteten Baues statt.

„Vortine alsulge buwe, as zu Dencklyngen gebuwet is, davan is oeverkomen, dat man dairby die kunde brengen sall, ind vunde man in der kunden, dat des yet up deill uns Gerhart joncgreven van Seyne gebuwet were, dat sall man affbrechen of man sall uns joncgreven dat myt vruntschaffen vurunthalden.“

Johann von Gimborn stellte am 23. Februar 1413 (tags nach Peter), einen Revers aus, dass er das Haus Denklingen, welches ihm der Herzog Adolf von Berg nebst den Leuten im Kirchspiel Drolshagen auf Lebenszeit in Besitz gegeben hatte, jenem zum Offenhaus gemacht habe. Diese Einrichtung der damaligen Zeit verdankte ihre Entstehung dem Lehnswesen. „Altfreie Besitzer befestigter Burgen“ sahen sich meistens im 14. Jahrhundert genötigt, diese mit „zugehörigen Hintersassen“ – Leuten – den emporkommenden benachbarten Grafen und Herzögen zum „Offenhaus“ (Castrum ligium) zu erklären. So konnten diese sich ihrer jederzeit gegen Feinde bedienen, wogegen die Besitzer in Schutz und Schirm genommen wurden.
Am 24. August 1423 wird Engelbert von Scheidt, genannt Weschpfenning, mit der Burg Denklingen belehnt.
In einer Urkunde vom 1. September 1433, nach der Herzog Adolf mit dem Landgrafen Ludwig von Hessen ein Bündnis schloss, dass unter anderem Denklingen diesem Offenhaus sein sollte, spricht Adolf von „unserem Slosse“. Am 29. November 1435 verpfändete Herzog Adolf Schloss und Amt Windeck und Denklingen an den Amtmann Wilhelm von Nesselrode.
Eine Urkunde vom 6. Dezember 1473 besagt, dass Windeck mit Denklingen in den Besitz von Bertram von Nesselrode komme.
Unter bergischer Verwaltung ist über die Geschichte der Burg nichts bekannt. Das ändert sich mit dem Siegburger Vertrag im Jahre 1604. Am 2. Dezember des Jahres fand die gegenseitige Übergabe der ausgewechselten Gebiete und Leute sowie die Huldigung der neuen Untertanen in der Nähe von Heisterstock bei Winterberg (Gemeinde Nümbrecht) auf freiem Felde statt. Der Adel der nunmehr bergischen Kirchspiele Morsbach und Waldbröl wurde auf den 11. März 1605 zur Huldigung auf die Burg in Denklingen beschieden, um dem Herzog als Landesherren den Untertaneneid zu leisten.
Das heutige, im 16. bis 18. Jahrhundert entstandene Burggebäude war eine Wasserburg, die Burggräben gespeist durch Asbach, Sterzenbach und Hermesdorf-Bach. Der zweistöckige, verputzte massive Bruchsteinbau stammt zum Teil aus dem 15. und 16. Jahrhundert. Später wurde er mehrfach umgebaut. So sind im 17. und 18. Jahrhundert die meisten Fensteröffnungen verändert worden. An der Nordseite befindet sich ein Inschriftenstein mit den Worten „Anno Domini 1582“. Der zweigeschossige Torbau an der Ostseite wurde 1698 errichtet.
Nach der vollständigen Zerstörung der Feste Windeck durch die Franzosen im Jahre 1672 wurde die Amtsverwaltung in die Denklinger Burg verlegt. Da hier auch der Rentmeister seinen Sitz hatte, wurde sie Rentei genannt.
Die Volkszählung vom 1. Dezember 1910 ergab, dass die Gemeinde bei einer Flächengröße von 4940 ha und 59 Ortschaften mit 783 bewohnten und 24 unbewohnten Wohnstätten 4495 Einwohner hatte. Die Einwohnerzahl war seit 1885 um 1025 oder 29,53 % gestiegen. Von den Bewohnern waren 3770 evangelisch, 567 katholisch und 158 anderer oder ohne Konfession.
Die Volkszählung vom 29. Oktober 1946 erbrachte dann eine Einwohnerzahl von 5828, davon 2499 männlich und 3329 weiblich. Diese Entwicklung war auch geprägt durch die Verluste der beiden Weltkriege sowie Vertreibung, Flucht und ausgebombte Städter, die hier Aufnahme gefunden hatten.
Am 30. Juni 1969, dem Tag vor der Eingliederung in die Gemeinde Reichshof, hatte Denklingen eine Fläche von 48,60 km². Von dieser Fläche wurden 43,40 km² mit 6754 Einwohnern nach Reichshof umgegliedert.

### Einwohnerentwicklung

Bevölkerungsentwicklung von Reichshof von 1990 bis 2017

| Jahr | Einwohner |
| ---- | --------- |
| 1990 | 16.656    |
| 1991 | 17.394    |
| 1995 | 18.860    |
| 2000 | 20.019    |
| 2004 | 20.232    |
| 2005 | 20.608    |

| Jahr | Einwohner |
| ---- | --------- |
| 2008 | 20.185    |
| 2011 | 19.365    |
| 2017 | 19.025    |
| 2018 | 19.610    |
| 2019 | 19.099    |
| 2022 | 16.610    |

## Politik

### Gemeinderat
Die 34 Sitze des Rates der Gemeinde Reichshof verteilen sich auf sechs Parteien und Gruppierungen sowie einen Einzelbewerber. Der Bürgermeister ist ebenfalls stimmberechtigtes Mitglied des Gemeinderates.

### Bürgermeister
Zum Bürgermeister gewählt wurde im Oktober 2009 Rüdiger Gennies (CDU) mit 61,94 % der Stimmen. Er wurde 2014 mit 60,85 % und 2020 mit 78,54 % im Amt bestätigt.

### Gemeindepartnerschaften
- Noordenveld in den Niederlanden, seit 1963
- Roden in den Niederlanden, seit 2001

## Kultur und Sehenswürdigkeiten
- Barockkirche Eckenhagen
- Mineraliengrotte und Puppenmuseum Eckenhagen
- Bauernhofmuseum Eckenhagen
- Kunst Kabinett Hespert
- Trinkwasserstausee – Wiehltalsperre
- Burg Sotterbach
- Mühlen in Reichshof, siehe Mühlen im Oberbergischen Land
- Affen- und Vogelpark Eckenhagen
- Kriegerdenkmal am Mühlenberg in Wildbergerhütte

## Wirtschaft und Infrastruktur
Im neuen Gewerbegebiet Wehnrath (verfügbare Fläche: 50.000 m²) sind mittlerweile einige bedeutende Unternehmen angesiedelt, zum Beispiel
- Die Firma Ralf Bohle GmbH stellt seit einem Jahrhundert Fahrradreifen her.
- Reifenhäuser EDS GmbH, Hersteller von Extrusionswerkzeugen.
- SCEMTEC Transponder Technology GmbH.
- BECHER Textil- & Stahlbau GmbH. Seit 1950 beschäftigt sich BECHER als Konstrukteur und in Deutschland vollstufig produzierender Hersteller in der Sparte Textiles Bauen.

Ein großer Arbeitgeber in der Gemeinde Reichshof ist die BPW Bergische Achsen Wiehl mit ihren Zweigwerken in Brüchermühle und in Hunsheim.

### Wiehltalsperre
In den 1960er Jahren wurde im heutigen Gebiet der Gemeinde Reichshof die Wiehltalsperre gebaut, die den südlichen Teil des Oberbergischen Lands mit Trinkwasser versorgt und darüber hinaus auch ein Naturschutzgebiet ist.
Beim Bau verschwanden elf kleine Dörfer in der Talsperre.

### Verkehr
Bahnverkehr:
Durch den westlichen Rand von Reichshof verläuft die Wiehltalbahn, die im Tourismus- und Güterverkehr nach aktueller Planung seit 2010 in diesem Streckenabschnitt wieder bis Waldbröl fährt. Bis 1960 gab es auch die in Brüchermühle abzweigende Bahnstrecke Brüchermühle–Wildbergerhütte.
Busverkehr der OVAG im Verkehrsverbund Rhein-Sieg (VRS):
| Linie | Linienweg                                                               | Mo.–Fr.      | Sa.          | So.          | Bemerkungen                     |
| ----- | ----------------------------------------------------------------------- | ------------ | ------------ | ------------ | ------------------------------- |
| 303   | Waldbröl – Denklingen – Eckenhagen – Derschlag – Gummersbach            | 30–60 Min.   | 60 Min.      | 60 Min.      |                                 |
| 304   | Morsbach – Denklingen – Wiehl – Bielstein – Dieringhausen – Gummersbach | 60 Min.      | 120 Min.     | 120 Min.     |                                 |
| 306   | Wiehl – (Volkenrath) – Drespe – Hunsheim – Dieringhausen – Gummersbach  | 8/10 Fahrten | 4 Fahrten    | kein Verkehr | an Samstagen nur bis Berghausen |
| 321   | Wiehl – Sotterbach – Wehnrath – Sinpert – Eckenhagen                    | 3/5 Fahrten  | kein Verkehr | kein Verkehr | nur an Schultagen               |
| 345   | Waldbröl – Wilderbergerhütte – Wilderberg – Eckenhagen                  | 9 Fahrten    | 4 Fahrten    | 3 Fahrten    |                                 |
| 348   | Derschlag – Allenbach – Hunsheim – Marienhagen – Dieringhausen          | 8/9 Fahrten  | kein Verkehr | kein Verkehr |                                 |

### Schulen und Bildungseinrichtungen
- Gemeinschaftsgrundschule Denklingen
- Gemeinschaftsgrundschule Eckenhagen
- Peter von Heydt-Grundschule Hunsheim
- Regenbogenschule Gemeinschaftsgrundschule Wildbergerhütte
- Gesamtschule Reichshof in Eckenhagen
- Private Realschule und privates Berufskolleg des Vereins der Schul- und Lerngemeinschaft e. V., beide in Sotterbach

### Sportstätten
- Hallenbad und Sauna des Unternehmens monte mare Eckenhagen
- Lehrschwimmbecken in Hunsheim und in Wildbergerhütte
- Brüchermühle, Sportplatz (60 m × 90 m Kunstrasen) – vier Tennisplätze – Schießstand
- Denklingen, Pferdesportanlage (Reiten) – ein Tennisplatz (Sterzenbach) – Turnhalle (12 m × 24 m)
- Eckenhagen, Ballonstartplatz – MediClin Sportpark, Kunstrasenplatz, Tartanlaufbahn, Beachvolley/Beachhandball-Feld, Weitsprunganlage, Doppelkugelstoßanlage, DFB-Kleinspielfeld und Flutlichtanlage – Schießstand – zwei Sporthallen (22 m × 44 m), davon eine mit Tribüne – Wintersportgebiet
- Eiershagen, Pferdesportanlage (Fahren)
- Hassel, Golfanlage (18 Loch)
- Der erste Fahrradpark im Bergischen Land. Auf insgesamt 114 Streckenkilometer lassen sich die schönsten Seiten des Gemeindegebietes erkunden.
- Wintersportgebiet Eckenhagen-Blockhaus

## Persönlichkeiten
- Otto Dörrenberg (1888–1961), Politiker (NSDAP)
- Fritz Becker (1892–1967), Generalleutnant sowie letzter Kampfkommandant von Bremen im Zweiten Weltkrieg; geboren in der Ortschaft Heidberg
- August Dresbach (1894–1968), Landrat und Bundestagsabgeordneter des Oberbergischen Kreises, wuchs in Ohlhagen auf
- Günter Esser (* 1950), Psychologe, Psychotherapeut und Hochschullehrer, geboren in Denklingen
- Heinz-Wilhelm Brandenburger (1952–1990), Historiker
- Friedrich Wilhelm Horn (* 1953), Professor für Evangelische Theologie an den Universitäten Duisburg (1992–1996) und Mainz (seit 1996), geboren in Denklingen
- Maren Dammann (* 1983), Autorin und Wissenschaftlerin, wuchs in Hespert auf[13]